# Loszaíli Nemzeti Stadion
A Loszaíli Nemzeti Stadion (arabul: ملعب لوسيل الدولي) egy stadion, amelyet Loszaílben építettek a 2022-es labdarúgó-világbajnokságra. 2022. szeptember 9-én nyitották meg egy Loszaíl Szuperkupa mérkőzéssel. Az építkezés 2017. április 11-én kezdődött meg, a végső tervet 2018 decemberében mutatták be.

## Kivitelezés
A stadiont a brit Foster + Partners tervezte a MANICA Architecture segítségével. A KEO volt a fő kivitelező, de 2018-ban leváltották őket. A stadion majdnem kör alapú, egy árokkal körbevéve. A stadiont hat híd kapcsolja a parkolóhoz.
A stadion befogadóképessége 80 000. A nézők hat hídon tudnak a stadionba érkezni, amelyek egy vízzel töltött árok fölött haladnak át. Több kisebb épület is van a stadion körül és egy hotelt is építettek. A stadion belsejében az arab kultúrára próbáltak koncentrálni.
A stadion teteje bezárható, így az időjárástól függően változtatható. A VIP boxok a stadion oldalában találhatók.
A stadion eredetileg 2020-ra készült volna el és három mérkőzést fognak itt játszani a 2022-es világbajnokság előtt.
A világbajnokság után át fogják alakítani 40 000 fősre a stadiont, a fennmaradt helyet boltokká, kávézókká, iskolákká és kórházakká fogják átalakítani.

## 2022-es labdarúgó-világbajnokság
A stadion tíz mérkőzésnek ad otthont a 2022-es labdarúgó-világbajnokság során, köztük a döntőnek.
| Dátum              | Idő   | Csapat 1     | Végeredmény         | Csapat 2      | Forduló      | Nézőszám |
| ------------------ | ----- | ------------ | ------------------- | ------------- | ------------ | -------- |
| 2022. november 22. | 13:00 | Argentína    | 1–2                 | Szaúd-Arábia  | C csoport    | 88 012   |
| 2022. november 24. | 22:00 | Brazília     | 2–0                 | Szerbia       | G csoport    | 88 103   |
| 2022. november 26. | 22:00 | Argentína    | 2–0                 | Mexikó        | C csoport    | 88 966   |
| 2022. november 28. | 22:00 | Portugália   | 2–0                 | Uruguay       | H csoport    | 88 668   |
| 2022. november 30. | 22:00 | Szaúd-Arábia | 1–2                 | Mexikó        | C csoport    | 84 985   |
| 2022. december 2.  | 22:00 | Kamerun      | 1–0                 | Brazília      | G csoport    | 85 986   |
| 2022. december 6.  | 22:00 | Portugália   | 6–1                 | Svájc         | Nyolcaddöntő | 83 268   |
| 2022. december 9.  | 22:00 | Hollandia    | 2–2 (h.u.) ti.: 3–4 | Argentína     | Negyeddöntő  |          |
| 2022. december 13. | 22:00 | Argentína    | 3–0                 | Horvátország  | Elődöntő     |          |
| 2022. december 18. | 18:00 | Argentína    | 3–3 (h.u.) ti.: 4–2 | Franciaország | Döntő        |          |